# Hof (Höfeordnung)
Ein Hof im Sinne der Höfeordnung (HöfeO) ist ein in den Ländern der früheren Britischen Besatzungszone, nämlich in Hamburg, Niedersachsen, Nordrhein-Westfalen oder Schleswig-Holstein gelegener landwirtschaftlicher Betrieb, für den die Höfeordnung gilt. Die Höfeordnung ist ein bundesgesetzliches Anerbenrecht, das nur für diese vier Bundesländer gilt.

## Wirtschaftswert
Der landwirtschaftliche Betrieb muss entweder
- einen Wirtschaftswert nach § 46 BewG von mindestens 10.000 Euro haben und der Hofvermerk im Grundbuch darf nicht gelöscht sein,
- oder der Wirtschaftswert liegt zwischen 5.000 und 10.000 Euro und der Eigentümer hat die Eintragung des Hofvermerks im Grundbuch beantragt (bei einem Wirtschaftswert unter 5.000 Euro geht die Hofeigenschaft kraft Gesetzes verloren).

## Eigentumsverhältnisse
Der Hof muss nach § 1 Abs. 1 HöfeO
- im Alleineigentum einer natürlichen Person stehen oder
- als Ehegattenhof im gemeinschaftlichen Eigentum von Ehegatten stehen oder
- zum Gesamtgut einer fortgesetzten Gütergemeinschaft gehören,

sonst ist er kein Hof im Sinne der Höfeordnung.

## Hoferbe
Der Hof fällt nach § 4 HöfeO kraft Gesetzes nur einem der Erben, dem Hoferben zu. An die Stelle des Hofes tritt im Verhältnis zu den Miterben ein niedrig angesetzter Hofeswert (§ 2, § 3, § 12 HöfeO).